# Ligne de tramway 467/1
Ne doit pas être confondu avec Ligne de tramway 467B.
La ligne 467/1 est une ancienne ligne de tramway du réseau de Liège de la Société nationale des chemins de fer vicinaux (SNCV) qui reliait Liège à Tongres entre 1899 et 1961.

## Histoire
La ligne est mise en service en traction vapeur le 5 août 1899 entre Sainte-Walburge à Liège et Wihogne (nouvelle section, capital 87), l'exploitation est assurée par la société anonyme du Chemin de fer vicinal de Liège - Barchon et extensions (CFVLBE),.
Le 18 janvier 1901, elle est prolongée dans Liège de Sainte-Walburge à la place Hocheporte puis toujours en 1901, depuis la place Hocheporte au carrefour du Cadran (nouvelles sections, capital 87),.
Le 24 octobre 1905, la ligne est limitée de Liège à la gare de Rocourt avec correspondance avec la ligne électrique urbaine Liège Cadran - Rocourt Gare prolongée le même jour depuis le dépôt de Rocourt. Le même jour, la ligne est prolongée de Wihogne à Frères, la voie est également posée entre Frères et la jonction avec la ligne 480 à Tongres mais elle n'est utilisée que pour le fret (nouvelle section, capital 87),. Ce n'est le 23 juin 1908 qu'elle est prolongée entre Frères et le dépôt de Tongres.
Après la Première Guerre mondiale, en 1919, la SNCV reprend directement l'exploitation des lignes exploitées par le Chemin de fer vicinal de Liège - Barchon et extensions. 
Le 1er décembre 1932, la traction électrique remplace la vapeur par l'électrification de la section gare de Rocourt - dépôt de Tongres, la ligne est probablement prolongée à cette date de la gare de Rocourt à la place Saint-Lambert (attesté en 1933),.
En 1958 avec la modernisation des boulevards de ceinture à Tongres, le tracé est modifié entre la porte de Liège et le dépôt avec l'abandon de l'ancien tracé en site propre entre la porte de Liège et la chaussée de Saint-Trond pour un nouveau tracé par les boulevards Albert et Élisabeth et une modification des voies entre la porte de Saint-Trond et le dépôt,.
La ligne est supprimée le 23 décembre 1961, elle est remplacée par une ligne d'autobus sous l'indice 74 (tableau 1045), cette ligne et est toujours exploitée sous cet indice,. Les voies entre Liège et le dépôt de Tongres ainsi qu'entre la place Saint-Lambert et le dépôt de Saint-Gilles sont fermées à tout-trafic.

## Infrastructure

### Dépôts et stations
Nom : (gare) : quand le dépôt ou la station est accolé ou proche d'une gare.
Type : D : dépôt , S : station , Sf : si la station sert de gare douanière à la frontière , Sp : si la station est établie dans un bâtiment privé le plus souvent un café ou plus rarement une habitation privée.
| Illustration | Nom     | Type | Commune         | Localisation                | État            | Remarques |
| ------------ | ------- | ---- | --------------- | --------------------------- | --------------- | --------- |
|              | Rocourt | D    | Rocourt (Liège) | 50° 40′ 05″ N, 5° 33′ 15″ E | En service TEC. |           |
|              | Tongres | D    | Tongres         | 50° 47′ 03″ N, 5° 28′ 05″ E | Démoli.         |           |
|              | Wihogne | D    | Wihogne         | 50° 43′ 57″ N, 5° 30′ 33″ E | Hors service.   |           |

## Exploitation

### Horaires
Tableaux :
- 467 en 1931[9], numéro partagé entre les lignes 467A Liège - Tongres, 467/2 Liège - Bassenge, (467C) 50 Liège - Rocourt et (467D) 51 Liège - Vottem.
- 607 en 1950[10].
- 1045 en 1958[11].